# داميان بوتينجر
داميان بوتينجر هو لاعب كرة قدم كندي في مركز الهجوم، ولد في 17 يناير 1982 في سكاربورو في كندا. لعب مع بيتسبورغ ريفرهوندز.